# Deus que sustenta
Deus sustentador é um termo teológico que se refere ao conceito de um Deus que sustenta e mantém tudo o que existe. É mais usada nas teologias cristã e islâmica.
O termo leva em conta que como o criador que dá a existência e vida a suas criaturas, que ele criou do nada, Deus continua a prover os mesmos meios de vida e existência a suas criaturas, que não têm vidas por si mesmas. Assim, as criaturas são totalmente dependentes de Deus e desapareceriam sem sua ação conservadora.

## Teologia Cristã
Na Teologia cristã, a doutrina descrita é apoiada pelas referências bíblicas a seguir:
- Sabedoria 11: 24-26: "Porque amais tudo que existe, e não odiais nada do que fizestes, porquanto, se o odiásseis, não o teríeis feito de modo algum. Como poderia subsistir qualquer coisa, se não o tivésseis querido, e conservar a existência, se por vós não tivesse sido chamada? Mas poupais todos os seres, porque todos são vossos, ó Senhor, que amais a vida.";
- João 5:17: "Meu Pai trabalha até agora, e eu trabalho também.";
- Hebreus 1:3: "... sustentando todas as coisas pela palavra do seu poder;".

Além disso, há outros textos relevantes na literatura doutrinária cristã, como, por exemplo:
- Agostinho de Hipona comenta sobre João 5:17: Creiamos, portanto que Deus trabalha constantemente, de modo que todas as coisas criadas pereceriam, se seu trabalho fosse retirado.
- o Catecismo da Igreja Católica diz no 301: Com a criação, Deus não abandona suas criaturas para si mesmas. Ele não lhes dá somente vida e existência, mas também, e a cada momento, as mantém e sustenta na vida, habilita-as a agir e as traz ao seu objetivo final. Reconhecer essa dependência total em respeito ao Criador é uma fonte de sabedoria e liberdade, de alegria e confiança.